# The Sing-Off
The Sing-Off è un programma televisivo statunitense nel quale ha luogo un concorso musicale tra gruppi a cappella. La prima stagione è andata in onda il 14 dicembre 2009 sulla NBC. Il programma è prodotto da Sony Pictures Television, Outlaw Productions e, a partire dalla quarta stagione, anche dalla One Three Media (ora United Artists) di Mark Burnett. Una quinta stagione è stata trasmessa il 17 dicembre 2014 come edizione speciale da un'unica puntata.
In Italia è stata messa in onda nell'autunno 2014 su Sky Uno la quarta stagione, doppiata in italiano.

## Edizioni e vincitori
| Edizione | Vincitori            | Secondi classificati   | Terzi classificati | Episodi | Data prima puntata | Data ultima puntata |
| -------- | -------------------- | ---------------------- | ------------------ | ------- | ------------------ | ------------------- |
| 1        | Nota                 | Beelzebubs             | Voices of Lee      | 4       | 14 dicembre 2009   | 21 dicembre 2009    |
| 2        | Committed            | Street Corner Symphony | The Backbeats      | 5       | 6 dicembre 2010    | 20 dicembre 2010    |
| 3        | Pentatonix           | The Dartmouth Aires    | Urban Method       | 11      | 19 settembre 2011  | 28 novembre 2011    |
| 4        | Home Free            | Ten                    | Vocal Rush         | 7       | 9 dicembre 2013    | 23 dicembre 2013    |
| 5        | Vanderbilt Melodores | The Exchange           | Traces             | 1       | 17 dicembre 2014   | 17 dicembre 2014    |